# Vuelta a Dinamarca 2017
La 27.ª edición de la Vuelta a Dinamarca se celebró entre el 12 y el 16 de septiembre de 2017 con inicio en la ciudad de Frederiksberg y final en la ciudad de Aarhus. El recorrido consistió de un total de 5 etapas sobre una distancia total de 759,8 km.
La carrera formó parte del circuito UCI Europe Tour 2017 dentro de la categoría 2.HC y fue ganada por el ciclista danés Mads Pedersen del equipo Trek-Segafredo. El podio lo completaron los ciclistas daneses Michael Valgren del equipo Astana y Casper Pedersen del equipo Giant-Castelli.

## Equipos participantes
Tomaron la partida un total de 16 equipos, de los cuales 3 fue de categoría UCI WorldTeam, 7 Profesional Continental, 5 Continentales y la selección nacional de Dinamarca, quienes conformaron un pelotón de 126 ciclistas de los cuales terminaron 110.
| WorldTeams (3)- Astana - Team Sunweb - Trek-Segafredo Equipos continentales profesionales (7)- Bardiani CSF - Cofidis, Solutions Crédits - Direct Énergie - Novo Nordisk - Roompot-Nederlandse Loterij - Sport Vlaanderen-Baloise - Wanty-Groupe Gobert Equipos continentales (5)- BHS-Almeborg Bornholm - ColoQuick-Cult - Giant-Castelli - Riwal Platform - Virtu Cycling Equipo nacional- Dinamarca |
| |

## Recorrido
| Etapa     | Fecha     | Recorrido                  | type                    | Distancia (km) | Ganador          | Líder           |
| --------- | --------- | -------------------------- | ----------------------- | -------------- | ---------------- | --------------- |
| 1.ª etapa | 12 de sep | Frederiksberg – Kalundborg | etapa llana             | 176,6          | Casper Pedersen  | Casper Pedersen |
| 2.ª etapa | 13 de sep | Svendborg – Odense         | etapa llana             | 183,8          | etapa cancelada  | Casper Pedersen |
| 3.ª etapa | 14 de sep | Otterup – Vejle            | etapa escarpada         | 183,6          | Mads Pedersen    | Mads Pedersen   |
| 4.ª etapa | 15 de sep | Randers – Randers          | contrarreloj individual | 17,8           | Matthias Brändle | Mads Pedersen   |
| 5.ª etapa | 16 de sep | Ebeltoft – Aarhus          | etapa llana             | 198            | Max Walscheid    | Mads Pedersen   |

### 1.ª etapa
| \| Clasificación de la etapa \| Clasificación de la etapa \| Clasificación de la etapa \| Clasificación de la etapa \| Clasificación de la etapa \| \| Ciclista \| Ciclista \| Equipo \| Tiempo \| \| \| ------------------------- \| ------------------------- \| --------------------------- \| ------------------------- \| ------------------------- \| \| 1.º \| Casper Pedersen \| Giant-Castelli \| 4 h 07 min 47 s \| \| \| 2.º \| Nacer Bouhanni \| Cofidis, Solutions Crédits \| + 6 s \| \| \| 3.º \| Phil Bauhaus \| Team Sunweb \| + 6 s \| \| \| 4.º \| Christophe Laporte \| Cofidis, Solutions Crédits \| + 6 s \| \| \| 5.º \| Thomas Boudat \| Direct Énergie \| + 6 s \| \| \| 6.º \| Matti Breschel \| Astana \| + 6 s \| \| \| 7.º \| Michael Carbel \| VéloCONCEPT \| + 6 s \| \| \| 8.º \| Nicolai Brøchner \| Riwal Platform \| + 6 s \| \| \| 9.º \| Jesper Asselman \| Roompot-Nederlandse Loterij \| + 6 s \| \| \| 10.º \| John Degenkolb \| Trek-Segafredo \| + 6 s \| \| |                    |                             |                 |
| |                    |                             |                 |
| Fuente: ProCyclingStats |                    |                             |                 |
| Clasificación de la etapa |                    |                             |                 |
| Ciclista | Ciclista           | Equipo                      | Tiempo          |
| 1.º | Casper Pedersen    | Giant-Castelli              | 4 h 07 min 47 s |
| 2.º | Nacer Bouhanni     | Cofidis, Solutions Crédits  | + 6 s           |
| 3.º | Phil Bauhaus       | Team Sunweb                 | + 6 s           |
| 4.º | Christophe Laporte | Cofidis, Solutions Crédits  | + 6 s           |
| 5.º | Thomas Boudat      | Direct Énergie              | + 6 s           |
| 6.º | Matti Breschel     | Astana                      | + 6 s           |
| 7.º | Michael Carbel     | VéloCONCEPT                 | + 6 s           |
| 8.º | Nicolai Brøchner   | Riwal Platform              | + 6 s           |
| 9.º | Jesper Asselman    | Roompot-Nederlandse Loterij | + 6 s           |
| 10.º | John Degenkolb     | Trek-Segafredo              | + 6 s           |

| \| Clasificación general \| Clasificación general \| Clasificación general \| Clasificación general \| Clasificación general \| \| Ciclista \| Ciclista \| Equipo \| Tiempo \| \| \| --------------------- \| --------------------- \| --------------------------- \| --------------------- \| --------------------- \| \| 1.º \| Casper Pedersen \| Giant-Castelli \| 4 h 07 min 37 s \| \| \| 2.º \| Nacer Bouhanni \| Cofidis, Solutions Crédits \| + 10 s \| \| \| 3.º \| Phil Bauhaus \| Team Sunweb \| + 12 s \| \| \| 4.º \| Christophe Laporte \| Cofidis, Solutions Crédits \| + 16 s \| \| \| 5.º \| Thomas Boudat \| Direct Énergie \| + 16 s \| \| \| 6.º \| Matti Breschel \| Astana \| + 16 s \| \| \| 7.º \| Michael Carbel \| VéloCONCEPT \| + 16 s \| \| \| 8.º \| Nicolai Brøchner \| Riwal Platform \| + 16 s \| \| \| 9.º \| Jesper Asselman \| Roompot-Nederlandse Loterij \| + 16 s \| \| \| 10.º \| John Degenkolb \| Trek-Segafredo \| + 16 s \| \| |                    |                             |                 |
| |                    |                             |                 |
| Fuente: ProCyclingStats |                    |                             |                 |
| Clasificación general |                    |                             |                 |
| Ciclista | Ciclista           | Equipo                      | Tiempo          |
| 1.º | Casper Pedersen    | Giant-Castelli              | 4 h 07 min 37 s |
| 2.º | Nacer Bouhanni     | Cofidis, Solutions Crédits  | + 10 s          |
| 3.º | Phil Bauhaus       | Team Sunweb                 | + 12 s          |
| 4.º | Christophe Laporte | Cofidis, Solutions Crédits  | + 16 s          |
| 5.º | Thomas Boudat      | Direct Énergie              | + 16 s          |
| 6.º | Matti Breschel     | Astana                      | + 16 s          |
| 7.º | Michael Carbel     | VéloCONCEPT                 | + 16 s          |
| 8.º | Nicolai Brøchner   | Riwal Platform              | + 16 s          |
| 9.º | Jesper Asselman    | Roompot-Nederlandse Loterij | + 16 s          |
| 10.º | John Degenkolb     | Trek-Segafredo              | + 16 s          |

### 2.ª etapa
Etapa interrumpida y cancelada debido a condiciones climáticas adversas.

### 3.ª etapa
| \| Clasificación de la etapa \| Clasificación de la etapa \| Clasificación de la etapa \| Clasificación de la etapa \| Clasificación de la etapa \| \| Ciclista \| Ciclista \| Equipo \| Tiempo \| \| \| ------------------------- \| ------------------------- \| --------------------------- \| ------------------------- \| ------------------------- \| \| 1.º \| Mads Pedersen \| Trek-Segafredo \| 4 h 28 min 15 s \| \| \| 2.º \| Michael Valgren \| Astana \| + 3 s \| \| \| 3.º \| Lennard Hofstede \| Team Sunweb \| + 6 s \| \| \| 4.º \| Rasmus Guldhammer \| VéloCONCEPT \| + 6 s \| \| \| 5.º \| Pieter Weening \| Roompot-Nederlandse Loterij \| + 12 s \| \| \| 6.º \| Fabien Grellier \| Direct Énergie \| + 13 s \| \| \| 7.º \| Marco Minnaard \| Wanty-Groupe Gobert \| + 14 s \| \| \| 8.º \| Alexander Kamp \| VéloCONCEPT \| + 18 s \| \| \| 9.º \| Jonas Gregaard \| Riwal Platform \| + 21 s \| \| \| 10.º \| Dries Van Gestel \| Sport Vlaanderen-Baloise \| + 21 s \| \| |                   |                             |                 |
| |                   |                             |                 |
| Fuente: ProCyclingStats |                   |                             |                 |
| Clasificación de la etapa |                   |                             |                 |
| Ciclista | Ciclista          | Equipo                      | Tiempo          |
| 1.º | Mads Pedersen     | Trek-Segafredo              | 4 h 28 min 15 s |
| 2.º | Michael Valgren   | Astana                      | + 3 s           |
| 3.º | Lennard Hofstede  | Team Sunweb                 | + 6 s           |
| 4.º | Rasmus Guldhammer | VéloCONCEPT                 | + 6 s           |
| 5.º | Pieter Weening    | Roompot-Nederlandse Loterij | + 12 s          |
| 6.º | Fabien Grellier   | Direct Énergie              | + 13 s          |
| 7.º | Marco Minnaard    | Wanty-Groupe Gobert         | + 14 s          |
| 8.º | Alexander Kamp    | VéloCONCEPT                 | + 18 s          |
| 9.º | Jonas Gregaard    | Riwal Platform              | + 21 s          |
| 10.º | Dries Van Gestel  | Sport Vlaanderen-Baloise    | + 21 s          |

| \| Clasificación general \| Clasificación general \| Clasificación general \| Clasificación general \| Clasificación general \| \| Ciclista \| Ciclista \| Equipo \| Tiempo \| \| \| --------------------- \| --------------------- \| --------------------------- \| --------------------- \| --------------------- \| \| 1.º \| Mads Pedersen \| Trek-Segafredo \| 8 h 35 min 57 s \| \| \| 2.º \| Michael Valgren \| Astana \| + 9 s \| \| \| 3.º \| Lennard Hofstede \| Team Sunweb \| + 14 s \| \| \| 4.º \| Rasmus Guldhammer \| VéloCONCEPT \| + 18 s \| \| \| 5.º \| Casper Pedersen \| Giant-Castelli \| + 19 s \| \| \| 6.º \| Pieter Weening \| Roompot-Nederlandse Loterij \| + 24 s \| \| \| 7.º \| Fabien Grellier \| Direct Énergie \| + 25 s \| \| \| 8.º \| Marco Minnaard \| Wanty-Groupe Gobert \| + 26 s \| \| \| 9.º \| Alexander Kamp \| VéloCONCEPT \| + 30 s \| \| \| 10.º \| Dries Van Gestel \| Sport Vlaanderen-Baloise \| + 30 s \| \| |                   |                             |                 |
| |                   |                             |                 |
| Fuente: ProCyclingStats |                   |                             |                 |
| Clasificación general |                   |                             |                 |
| Ciclista | Ciclista          | Equipo                      | Tiempo          |
| 1.º | Mads Pedersen     | Trek-Segafredo              | 8 h 35 min 57 s |
| 2.º | Michael Valgren   | Astana                      | + 9 s           |
| 3.º | Lennard Hofstede  | Team Sunweb                 | + 14 s          |
| 4.º | Rasmus Guldhammer | VéloCONCEPT                 | + 18 s          |
| 5.º | Casper Pedersen   | Giant-Castelli              | + 19 s          |
| 6.º | Pieter Weening    | Roompot-Nederlandse Loterij | + 24 s          |
| 7.º | Fabien Grellier   | Direct Énergie              | + 25 s          |
| 8.º | Marco Minnaard    | Wanty-Groupe Gobert         | + 26 s          |
| 9.º | Alexander Kamp    | VéloCONCEPT                 | + 30 s          |
| 10.º | Dries Van Gestel  | Sport Vlaanderen-Baloise    | + 30 s          |

### 4.ª etapa
| \| Clasificación de la etapa \| Clasificación de la etapa \| Clasificación de la etapa \| Clasificación de la etapa \| Clasificación de la etapa \| \| Ciclista \| Ciclista \| Equipo \| Tiempo \| \| \| ------------------------- \| ------------------------- \| ------------------------- \| ------------------------- \| ------------------------- \| \| 1.º \| Matthias Brändle \| Trek-Segafredo \| 20 min 57 s \| \| \| 2.º \| Martin Toft Madsen \| BHS-Almeborg Bornholm \| + 34 s \| \| \| 3.º \| Michael Valgren \| Astana \| + 36 s \| \| \| 4.º \| Mads Pedersen \| Trek-Segafredo \| + 37 s \| \| \| 5.º \| Mathias Krigbaum \| ColoQuick-Cult \| + 52 s \| \| \| 6.º \| Niklas Larsen \| VéloCONCEPT \| + 53 s \| \| \| 7.º \| Max Walscheid \| Team Sunweb \| + 57 s \| \| \| 8.º \| Casper Pedersen \| Giant-Castelli \| + 58 s \| \| \| 9.º \| Torkil Veyhe \| ColoQuick-Cult \| + 1 min 02 s \| \| \| 10.º \| Martin Mortensen \| ColoQuick-Cult \| + 1 min 08 s \| \| |                    |                       |              |
| |                    |                       |              |
| Fuente: ProCyclingStats |                    |                       |              |
| Clasificación de la etapa |                    |                       |              |
| Ciclista | Ciclista           | Equipo                | Tiempo       |
| 1.º | Matthias Brändle   | Trek-Segafredo        | 20 min 57 s  |
| 2.º | Martin Toft Madsen | BHS-Almeborg Bornholm | + 34 s       |
| 3.º | Michael Valgren    | Astana                | + 36 s       |
| 4.º | Mads Pedersen      | Trek-Segafredo        | + 37 s       |
| 5.º | Mathias Krigbaum   | ColoQuick-Cult        | + 52 s       |
| 6.º | Niklas Larsen      | VéloCONCEPT           | + 53 s       |
| 7.º | Max Walscheid      | Team Sunweb           | + 57 s       |
| 8.º | Casper Pedersen    | Giant-Castelli        | + 58 s       |
| 9.º | Torkil Veyhe       | ColoQuick-Cult        | + 1 min 02 s |
| 10.º | Martin Mortensen   | ColoQuick-Cult        | + 1 min 08 s |

| \| Clasificación general \| Clasificación general \| Clasificación general \| Clasificación general \| Clasificación general \| \| Ciclista \| Ciclista \| Equipo \| Tiempo \| \| \| --------------------- \| ---------------------- \| --------------------------- \| --------------------- \| --------------------- \| \| 1.º \| Mads Pedersen \| Trek-Segafredo \| 8 h 57 min 31 s \| \| \| 2.º \| Michael Valgren \| Astana \| + 8 s \| \| \| 3.º \| Casper Pedersen \| Giant-Castelli \| + 40 s \| \| \| 4.º \| Rasmus Guldhammer \| VéloCONCEPT \| + 54 s \| \| \| 5.º \| Lennard Hofstede \| Team Sunweb \| + 1 min 10 s \| \| \| 6.º \| Torkil Veyhe \| ColoQuick-Cult \| + 1 min 16 s \| \| \| 7.º \| Pieter Weening \| Roompot-Nederlandse Loterij \| + 1 min 19 s \| \| \| 8.º \| Christophe Laporte \| Cofidis, Solutions Crédits \| + 1 min 20 s \| \| \| 9.º \| Asbjørn Kragh Andersen \| Dinamarca \| + 1 min 30 s \| \| \| 10.º \| Jonas Gregaard \| Riwal Platform \| + 1 min 33 s \| \| |                        |                             |                 |
| |                        |                             |                 |
| Fuente: ProCyclingStats |                        |                             |                 |
| Clasificación general |                        |                             |                 |
| Ciclista | Ciclista               | Equipo                      | Tiempo          |
| 1.º | Mads Pedersen          | Trek-Segafredo              | 8 h 57 min 31 s |
| 2.º | Michael Valgren        | Astana                      | + 8 s           |
| 3.º | Casper Pedersen        | Giant-Castelli              | + 40 s          |
| 4.º | Rasmus Guldhammer      | VéloCONCEPT                 | + 54 s          |
| 5.º | Lennard Hofstede       | Team Sunweb                 | + 1 min 10 s    |
| 6.º | Torkil Veyhe           | ColoQuick-Cult              | + 1 min 16 s    |
| 7.º | Pieter Weening         | Roompot-Nederlandse Loterij | + 1 min 19 s    |
| 8.º | Christophe Laporte     | Cofidis, Solutions Crédits  | + 1 min 20 s    |
| 9.º | Asbjørn Kragh Andersen | Dinamarca                   | + 1 min 30 s    |
| 10.º | Jonas Gregaard         | Riwal Platform              | + 1 min 33 s    |

### 5.ª etapa
| \| Clasificación de la etapa \| Clasificación de la etapa \| Clasificación de la etapa \| Clasificación de la etapa \| Clasificación de la etapa \| \| Ciclista \| Ciclista \| Equipo \| Tiempo \| \| \| ------------------------- \| ------------------------- \| -------------------------- \| ------------------------- \| ------------------------- \| \| 1.º \| Max Walscheid \| Team Sunweb \| 4 h 44 min 10 s \| \| \| 2.º \| Mads Pedersen \| Trek-Segafredo \| + 0 s \| \| \| 3.º \| Michael Carbel \| VéloCONCEPT \| + 0 s \| \| \| 4.º \| Thomas Boudat \| Direct Énergie \| + 0 s \| \| \| 5.º \| Michael Valgren \| Astana \| + 0 s \| \| \| 6.º \| Christophe Laporte \| Cofidis, Solutions Crédits \| + 0 s \| \| \| 7.º \| Mirco Maestri \| Bardiani CSF \| + 0 s \| \| \| 8.º \| Alexander Kamp \| VéloCONCEPT \| + 0 s \| \| \| 9.º \| Christoffer Lisson \| BHS-Almeborg Bornholm \| + 0 s \| \| \| 10.º \| Jasper Stuyven \| Trek-Segafredo \| + 0 s \| \| |                    |                            |                 |
| |                    |                            |                 |
| Fuente: ProCyclingStats |                    |                            |                 |
| Clasificación de la etapa |                    |                            |                 |
| Ciclista | Ciclista           | Equipo                     | Tiempo          |
| 1.º | Max Walscheid      | Team Sunweb                | 4 h 44 min 10 s |
| 2.º | Mads Pedersen      | Trek-Segafredo             | + 0 s           |
| 3.º | Michael Carbel     | VéloCONCEPT                | + 0 s           |
| 4.º | Thomas Boudat      | Direct Énergie             | + 0 s           |
| 5.º | Michael Valgren    | Astana                     | + 0 s           |
| 6.º | Christophe Laporte | Cofidis, Solutions Crédits | + 0 s           |
| 7.º | Mirco Maestri      | Bardiani CSF               | + 0 s           |
| 8.º | Alexander Kamp     | VéloCONCEPT                | + 0 s           |
| 9.º | Christoffer Lisson | BHS-Almeborg Bornholm      | + 0 s           |
| 10.º | Jasper Stuyven     | Trek-Segafredo             | + 0 s           |

## Clasificaciones finales
Las clasificaciones finalizaron de la siguiente forma:

### Clasificación general
| \| Clasificación general \| Clasificación general \| Clasificación general \| Clasificación general \| Clasificación general \| \| Ciclista \| Ciclista \| Equipo \| Tiempo \| \| \| --------------------- \| ---------------------- \| --------------------------- \| --------------------- \| --------------------- \| \| 1.º \| Mads Pedersen \| Trek-Segafredo \| 13 h 41 min 35 s \| \| \| 2.º \| Michael Valgren \| Astana \| + 15 s \| \| \| 3.º \| Casper Pedersen \| Giant-Castelli \| + 46 s \| \| \| 4.º \| Rasmus Guldhammer \| VéloCONCEPT \| + 1 min 00 s \| \| \| 5.º \| Lennard Hofstede \| Team Sunweb \| + 1 min 16 s \| \| \| 6.º \| Torkil Veyhe \| ColoQuick-Cult \| + 1 min 23 s \| \| \| 7.º \| Pieter Weening \| Roompot-Nederlandse Loterij \| + 1 min 25 s \| \| \| 8.º \| Christophe Laporte \| Cofidis, Solutions Crédits \| + 1 min 26 s \| \| \| 9.º \| Asbjørn Kragh Andersen \| Dinamarca \| + 1 min 37 s \| \| \| 10.º \| Jonas Gregaard \| Riwal Platform \| + 1 min 39 s \| \| |                        |                             |                  |
| |                        |                             |                  |
| Fuente: ProCyclingStats |                        |                             |                  |
| Clasificación general |                        |                             |                  |
| Ciclista | Ciclista               | Equipo                      | Tiempo           |
| 1.º | Mads Pedersen          | Trek-Segafredo              | 13 h 41 min 35 s |
| 2.º | Michael Valgren        | Astana                      | + 15 s           |
| 3.º | Casper Pedersen        | Giant-Castelli              | + 46 s           |
| 4.º | Rasmus Guldhammer      | VéloCONCEPT                 | + 1 min 00 s     |
| 5.º | Lennard Hofstede       | Team Sunweb                 | + 1 min 16 s     |
| 6.º | Torkil Veyhe           | ColoQuick-Cult              | + 1 min 23 s     |
| 7.º | Pieter Weening         | Roompot-Nederlandse Loterij | + 1 min 25 s     |
| 8.º | Christophe Laporte     | Cofidis, Solutions Crédits  | + 1 min 26 s     |
| 9.º | Asbjørn Kragh Andersen | Dinamarca                   | + 1 min 37 s     |
| 10.º | Jonas Gregaard         | Riwal Platform              | + 1 min 39 s     |

### Clasificación por puntos
| Clasificación por puntos | Clasificación por puntos | Clasificación por puntos   | Clasificación por puntos | Clasificación por puntos |
| Ciclista                 | Ciclista                 | Equipo                     | Puntos                   |                          |
| ------------------------ | ------------------------ | -------------------------- | ------------------------ | ------------------------ |
| 1.º                      | Mads Pedersen            | Trek-Segafredo             | 40 pts                   |                          |
| 2.º                      | Michael Valgren          | Astana                     | 30 pts                   |                          |
| 3.º                      | Casper Pedersen          | Giant-Castelli             | 25 pts                   |                          |
| 4.º                      | Max Walscheid            | Team Sunweb                | 21 pts                   |                          |
| 5.º                      | Christophe Laporte       | Cofidis, Solutions Crédits | 18 pts                   |                          |
| 6.º                      | Thomas Boudat            | Direct Énergie             | 17 pts                   |                          |
| 7.º                      | Michael Carbel           | VéloCONCEPT                | 16 pts                   |                          |
| 8.º                      | Phil Bauhaus             | Team Sunweb                | 12 pts                   |                          |
| 9.º                      | Martin Toft Madsen       | BHS-Almeborg Bornholm      | 12 pts                   |                          |
| 10.º                     | Florian Maitre           | Direct Énergie             | 10 pts                   |                          |

### Clasificación de la montaña
| Clasificación de la montaña | Clasificación de la montaña | Clasificación de la montaña | Clasificación de la montaña | Clasificación de la montaña |
| Ciclista                    | Ciclista                    | Equipo                      | Puntos                      |                             |
| --------------------------- | --------------------------- | --------------------------- | --------------------------- | --------------------------- |
| 1.º                         | Nicolai Brøchner            | Riwal Platform              | 30 pts                      |                             |
| 2.º                         | Andreas Stokbro             | Riwal Platform              | 30 pts                      |                             |
| 3.º                         | Dries Van Gestel            | Sport Vlaanderen-Baloise    | 26 pts                      |                             |
| 4.º                         | Benjamin Declercq           | Sport Vlaanderen-Baloise    | 24 pts                      |                             |
| 5.º                         | Mathias Bregnhøj            | BHS-Almeborg Bornholm       | 22 pts                      |                             |
| 6.º                         | Lorenzo Fortunato           | Bardiani CSF                | 18 pts                      |                             |
| 7.º                         | Andreas Kron                | Riwal Platform              | 16 pts                      |                             |
| 8.º                         | Mathias Krigbaum            | ColoQuick-Cult              | 12 pts                      |                             |
| 9.º                         | Fabien Grellier             | Direct Énergie              | 10 pts                      |                             |
| 10.º                        | Tim Ariesen                 | Roompot-Nederlandse Loterij | 6 pts                       |                             |

### Clasificación de los jóvenes
| Clasificación del mejor joven | Clasificación del mejor joven | Clasificación del mejor joven | Clasificación del mejor joven | Clasificación del mejor joven |
| Ciclista                      | Ciclista                      | Equipo                        | Tiempo                        |                               |
| ----------------------------- | ----------------------------- | ----------------------------- | ----------------------------- | ----------------------------- |
| 1.º                           | Mads Pedersen                 | Trek-Segafredo                | 13 h 41 min 35 s              |                               |
| 2.º                           | Casper Pedersen               | Giant-Castelli                | + 46 s                        |                               |
| 3.º                           | Jonas Gregaard                | Riwal Platform                | + 1 min 39 s                  |                               |
| 4.º                           | Christoffer Lisson            | BHS-Almeborg Bornholm         | + 3 min 20 s                  |                               |
| 5.º                           | Mikkel Honoré                 | Dinamarca                     | + 3 min 30 s                  |                               |
| 6.º                           | Jesper Schultz                | ColoQuick-Cult                | + 3 min 32 s                  |                               |
| 7.º                           | Niklas Larsen                 | VéloCONCEPT                   | + 4 min 47 s                  |                               |
| 8.º                           | Lorenzo Fortunato             | Bardiani CSF                  | + 5 min 47 s                  |                               |
| 9.º                           | Rasmus Bøgh Wallin            | ColoQuick-Cult                | + 5 min 57 s                  |                               |
| 10.º                          | Florian Maitre                | Direct Énergie                | + 5 min 59 s                  |                               |

### Clasificación por equipos
| Clasificación por equipos | Clasificación por equipos   | Clasificación por equipos | Clasificación por equipos |
| Equipo                    | Equipo                      | Tiempo                    |                           |
| ------------------------- | --------------------------- | ------------------------- | ------------------------- |
| 1.º                       | Virtu Cycling               | 41 h 09 min 06 s          |                           |
| 2.º                       | Roompot-Nederlandse Loterij | + 30 s                    |                           |
| 3.º                       | Trek-Segafredo              | + 43 s                    |                           |
| 4.º                       | Team Sunweb                 | + 1 min 55 s              |                           |
| 5.º                       | Riwal Platform              | + 1 min 56 s              |                           |
| 6.º                       | Sport Vlaanderen-Baloise    | + 2 min 33 s              |                           |
| 7.º                       | Giant-Castelli              | + 3 min 04 s              |                           |
| 8.º                       | Wanty-Groupe Gobert         | + 3 min 30 s              |                           |
| 9.º                       | Astana                      | + 3 min 58 s              |                           |
| 10.º                      | ColoQuick-Cult              | + 4 min 10 s              |                           |

## Evolución de las clasificaciones
| Etapa                   | Vencedor                | Clasificación general | Clasificación por puntos | Clasificación de la montaña | Clasificación de los jóvenes | Clasificación por equipos |
| ----------------------- | ----------------------- | --------------------- | ------------------------ | --------------------------- | ---------------------------- | ------------------------- |
| 1.ª                     | Casper Pedersen         | Casper Pedersen       | Casper Pedersen          | Andreas Kron                | Casper Pedersen              | Trek-Segafredo            |
| 2.ª                     | etapa cancelada         | Casper Pedersen       | Casper Pedersen          | Andreas Kron                | Casper Pedersen              | Trek-Segafredo            |
| 3.ª                     | Mads Pedersen           | Mads Pedersen         | Casper Pedersen          | Andreas Stokbro             | Mads Pedersen                | Sport Vlaanderen-Baloise  |
| 4.ª                     | Matthias Brändle        | Mads Pedersen         | Mads Pedersen            | Andreas Stokbro             | Mads Pedersen                | Team Virtu Cycling        |
| 5.ª                     | Max Walscheid           | Mads Pedersen         | Mads Pedersen            | Nicolai Brøchner            | Mads Pedersen                | Team Virtu Cycling        |
| Clasificaciones finales | Clasificaciones finales | Mads Pedersen         | Mads Pedersen            | Nicolai Brøchner            | Mads Pedersen                | Team Virtu Cycling        |